# Jeff Roop
Jeffrey Robert Roop (Montreal, 21 de agosto de 1973) é um ator canadense de televisão, cinema e teatro.
Estrelou no filme Backcountry, que marcou a estreia na direção de Adam MacDonald.

## Filmografia

### Filme
| Ano  | Título              | Papel        | Notas                                   |
| ---- | ------------------- | ------------ | --------------------------------------- |
| 1998 | Free Money          | Brad         |                                         |
| 2000 | XChange             | Atendente    |                                         |
| 2005 | Awake               | Kootch       |                                         |
| 2007 | 14 Days in Paradise | Alex Johnson |                                         |
| 2007 | Final Draft         | Michael      |                                         |
| 2010 | In the Dominican    | Alan Delgado | Curta-metragem                          |
| 2011 | Hollywoo            | Mike         |                                         |
| 2014 | Backcountry         | Alex         | Pós-produção; também produtor executivo |

### Televisão
| Ano       | Título                          | Papel            | Notas |
| --------- | ------------------------------- | ---------------- | --- |
| 1998      | The Mystery Files of Shelby Woo | Jerry Yacker     | 4ª temporada, episódio 9 "The UFO Mystery"                                                                               |
| 1999      | Big Wolf on Campus              | Eric McIntyre    | 1ª temporada, episódio 17 "Big Bad Wolf" 1ª temporada, episódio 21 "Don't Fear the Reaper"                               |
| 1999      | Twice in a Lifetime             | Randy Jackness   | 1ª temporada, episódio 13 "Second Service"                                                                               |
| 1999      | Misguided Angels                | Pierce           | 1ª temporada, episódio 16 "Son for the Road"                                                                             |
| 2001–2002 | Vampire High                    | Drew French      | protagonista; 26 episódios                                                                                               |
| 2004      | Mutant X                        | Deklin Charvet   | 3ª temporada, episódio 21 "Cirque des Merveilles"                                                                        |
| 2005      | Sombre Zombie                   | Brad             | TV |
| 2006      | 11 Cameras                      | Nick             | Protagonista; 20 episódios                                                                                               |
| 2006      | Canada Russia '72               | Frank Mahovlich  | Minissérie |
| 2007–2008 | ReGenesis                       | Milo             | 3ª temporada, episódio 5 "The God of Commerce" 3ª temporada, episódio 6 "Phantoms" 4ª temporada, episódio 6 "Race Fever" |
| 2008–2009 | Heartland                       | Mark Rodriguez   | Papel recorrente; 5 episódios                                                                                            |
| 2009      | Without a Trace                 | Mike Mason       | 7ª temporada, episódio 22 "Devotion"                                                                                     |
| 2010      | Numb3rs                         | Jack Stevens     | 6ª temporada, episódio 13 "Devie Girl"                                                                                   |
| 2010      | CSI: NY                         | Richard Grossman | 7ª temporada, episódio 10 "Shop Till You Drop"                                                                           |
| 2012      | Saving Hope                     | Doug             | 1ª temporada, episódio 10 "A New Beginning"                                                                              |

### Telefilmes
| Ano  | Título                              | Papel                | Notas                         |
| ---- | ----------------------------------- | -------------------- | ----------------------------- |
| 2003 | Critical Assembly                   | Roger 'Stoop' Stupak |                               |
| 2005 | Widow on the Hill                   | Kevin                |                               |
| 2005 | Code Breakers                       | George Holbrook      |                               |
| 2009 | Before You Say I Do                 | Doug                 |                               |
| 2011 | Reel Love                           | Carl Lindford        |                               |
| 2014 | The Secret Sex Life of a Single Mom | Graham               | Filmando; papel não creditado |